# فيليكس ويبر (رسام)
فيليكس ويبر (بالألمانية: Felix Weber)‏ هو رسام ألماني، ولد في 17 أغسطس 1965 في ميونخ في ألمانيا.